# Гідравлічний пакер
Гідравлічний пакер (рос. гидравлический пакер; англ. hydraulic packer; нім. hydraulischer Packer m) — пакер, механічний пристрій (роз'єднувач), який складається із верхнього та нижнього ущільнювальних вузлів (з ущільнювальними елементами рукавного типу) і клапанного вузла та призначений для герметичного розділення стовбура свердловини на відокремлені частини створенням у ньому високого тиску шляхом нагнітання рідини. Гідравлічний пакер застосовують для здійснення ремонтно-ізоляційних робіт у свердловинах з негерметичними обсадними колонами. З допомогою цього пакера можна здійснити такі операції:
- а) пошук інтервалів порушень герметичності в обсадних колонах свердловин методом опресування між ущільнювальними вузлами пакера і вище верхнього ущільнювального вузла до гирла;

- б) визначення якості ремонтно-відновлювальних робіт у негерметичних обсадних колонах методом одноразового опресування колон локально в інтервалі ремонту або в інтервалі довільного розміру по всій довжині колони чи якоїсь її частини;

- в) встановлення металевих негофрованих пластирів на внутрішню поверхню негерметичних обсадних труб або для відключення пластів. П.г. використовують також для скерованого оброблення привибійної зони.

Пакери розроблено для ремонту свердловин з обсадними колонами діаметром 140, 146 і 168 мм.